# Canadian International 2009
Die Canadian International 2009 im Badminton fanden vom 27. bis zum 30. April 2009 in Montreal statt.

## Sieger und Platzierte
| Disziplin    | Gold                     | Silber                    | Bronze                      |
| ------------ | ------------------------ | ------------------------- | --------------------------- |
| Herreneinzel | Rajiv Ouseph             | Carl Baxter               | Stephan Wojcikiewicz        |
| Herreneinzel | Rajiv Ouseph             | Carl Baxter               | David Snider                |
| Dameneinzel  | Nozomi Kametani          | Yasuyo Imabeppu           | Huang Ruilin                |
| Dameneinzel  | Nozomi Kametani          | Yasuyo Imabeppu           | Alexandra Bruce             |
| Herrendoppel | Naoki Kawamae Shoji Sato | Alvin Lau Li Chi-Lin      | Adrian Liu Derrick Ng       |
| Herrendoppel | Naoki Kawamae Shoji Sato | Alvin Lau Li Chi-Lin      | Darren Hong Lee Heang Ham   |
| Damendoppel  | Aki Akao Yasuyo Imabeppu | Stephanie Ko Melody Liang | Alexandra Bruce Michelle Li |
| Damendoppel  | Aki Akao Yasuyo Imabeppu | Stephanie Ko Melody Liang | Huang Ruilin Lian Jiangxue  |
| Mixed        | Kevin Cao Melody Liang   | Heang Ham Lee Fiona McKee | Adrian Liu Michelle Li      |
| Mixed        | Kevin Cao Melody Liang   | Heang Ham Lee Fiona McKee | Toby Ng Grace Gao           |